# Điềm
Một điềm báo (cũng gọi là điềm) là một hiện tượng được cho là báo trước tương lai, thường biểu thị cho sự bắt đầu của một thay đổi. Người thời cổ đại tin rằng điềm báo mang một thông điệp thiêng liêng từ các vị thần. Điềm dự báo những chuyện tốt được gọi là điềm tốt, điềm lành. Điềm dự báo những chuyện xấu được gọi là điềm xấu, điềm gở.